# Rina Melli
Rina Melli (Ferrara, 3 novembre 1882 – Pavia, 25 marzo 1958) è stata una giornalista e sindacalista italiana.

## Biografia
Rina Melli, attivista socialista, sindacalista ed editorialista, fondatrice del primo periodico femminile socialista “Eva”, nacque a Ferrara il 3 novembre del 1882 da una famiglia benestante di origine ebraica. Il padre Cesare, un grosso commerciante di cartoleria, era laico, mentre la madre, Linda Ancona, era un'ebrea strettamente osservante. Primogenita di quattro figli, Rina venne istruita privatamente; a tale scopo il padre scelse di affidarla a un giovane insegnante di italiano di Ferrara: Paolo Maranini. I due, lei quattordicenne e lui ventenne, diedero inizio ad una relazione amorosa che li legherà per tutta la vita. Paolo Maranini quando conobbe Rina era già da due anni dirigente del circolo socialista ferrarese "Figli del Lavoro"; questo fece sì che la Melli ricevesse da lui, oltre alle lezioni di italiano, anche una formazione politica. Ben presto Rina divenne membro attivo del movimento socialista ferrarese, con particolare attenzione alla condizione delle lavoratrici donne.
La relazione fra Rina e Paolo fu osteggiata dal padre di lei, che non sopportava la militanza attiva di Maranini e la sua schedatura nel registro dei sovversivi. Nel 1898 Paolo venne arrestato e il padre di Rina cominciò a contrastare la sua relazione con la figlia in modo deciso; ciò fece sì che Rina, appena compiuti i diciotto anni, abbandonasse la famiglia paterna per andare a vivere presso la famiglia di lui in Borgo S. Luca, il quartiere povero e popolare della città, dove dopo alcuni mesi sposò Paolo. Divenuta membro di spicco del movimento socialista ferrarese, Rina fondò la rivista socialista femminile "Eva", ma nel 1902 dovette trasferirsi a Genova con il marito per via di importanti fratture e dissidi createsi all'interno del partito socialista a Ferrara. Più tardi, sempre in quell'anno, venne raggiunta a Genova dalla madre e dai suoi tre fratelli, costretti ad abbandonare Ferrara per una situazione famigliare insostenibile, dovuta agli eccessi del padre geloso e possessivo. A Genova il fratello Roberto Melli, anche grazie all'interessamento di Paolo, intraprenderà un percorso che gli avrebbe permesso di coltivare il suo grande talento artistico.
Nel 1903 Rina si trasferì nuovamente con la famiglia a Trento, per collaborare insieme al marito a "Il Popolo" di Cesare Battisti. Qui Rina, per rendere più efficace la sua attività di editorialista e propagandista, imparò il tedesco (il Trentino era allora terra austriaca) e per perfezionare la padronanza della lingua si trasferì per un periodo a Vienna con il primogenito Giuseppe Maranini; qui collaborò con la rivista "Arbeiter Zeitung" di Victor Adler. Il soggiorno austriaco ebbe però breve durata, perché Maranini a Trento appoggiò l'irredentismo ed il nazionalismo del giornale socialista e per questo nel 1907 subì prima l'arresto e poi lo “sfratto” in Italia da parte delle autorità austriache. Rina, Paolo e i loro figli (Giuseppe, Rosa e Lorenza) si trasferirono prima a Bologna e poi a Milano, dove Paolo fondò e diresse una piccola casa editrice: la Bietti. In seguito ad una malattia del figlio Giuseppe, che rischiò di morire, Rina cominciò a dedicarsi prioritariamente alla famiglia, smettendo di fare politica militante. Tuttavia continuò la collaborazione con la carta stampata e le frequentazioni socialiste; in particolare, collaborò alla casa editrice Bietti, pubblicando una piccola grammatica italiana per studenti di lingua tedesca e traducendo dal tedesco fiabe e racconti di Andersen. Alcuni anni dopo la morte di Paolo, avvenuta nel 1941 a Milano, Rina finì col trasferirsi a Pavia insieme alla figlia Rosa, andando a raggiungere l'altra figlia, Lorenza. A Pavia rimase fino alla morte sopraggiunta il 25 marzo 1958.

## Attività politica
L'attività politica di Rina Melli inizia a partire dal 1897. Rina si adopera con grande impegno all'interno del gruppo dirigente socialista ferrarese, che aveva bisogno di una donna per organizzare la componente femminile del movimento operaio, mostrando subito d'avere talento e carisma. Si reca direttamente nelle campagne ferraresi a fare propaganda fra le lavoratrici e acquista ben presto grande popolarità. Rina è l'unica esponente femminile del partito capace di intervenire nei congressi e di muoversi con disinvoltura e autorità nel gruppo dirigente; non a caso divenne ben presto un'icona nel partito.
A partire dal 1897 nelle campagne ferraresi era cominciata un'imponente ondata di scioperi che si protrasse fino al 1902 e che nonostante le dure repressioni portò all'astensione dal lavoro decine di migliaia di braccianti e boari. Gli scioperi evidenziarono la necessità di affrontare la questione agraria, ovvero la disoccupazione cronica stagionale dei braccianti e la insostenibilità degli antichi rapporti di boaria tra padroni e coloni, che si chiedeva venissero sostituiti da nuovi rapporti di salariato puro. Quell'esperienza rappresentò, con le lotte del bolognese, il cuore degli scioperi in Italia. La dura repressione, con arresti, i processi e condanne, non impedì di ottenere grazie a quelle lotte aumenti salariali e l'impegno a stendere nuovi contratti colonici, per la prima volta scritti.
Particolarmente penosa era poi la condizione del lavoro femminile che, alla pari del lavoro minorile, non godeva di tutele giuridiche. Per questo la Melli si impegna in particolar modo nell'attività sindacale rivolta alle lavoratrici donne, costituendo leghe e organizzando circoli socialisti, spesso dedicati ad Anna Kuliscioff (che conobbe personalmente).
Dal febbraio 1901, grazie anche alle libertà civili concesse dai governi Zanardelli e Giolitti, il movimento contadino ferrarese intraprende una crescita organizzativa e politica straordinaria che non ebbe uguali in nessuna altra provincia italiana. Al primo congresso della federazione provinciale socialista ferrarese di fine maggio, le leghe femminili sono 38 contro le 56 maschili; a guidare questo imponente movimento sono Paolo Maranini e Rina Melli.
La fervente attività politica di Rina e la sua conseguente popolarità, la rendono bersaglio della stampa avversaria. Per avere un'idea di che cosa significasse nell'Italia di fine ottocento l'irrompere delle donne nella vita politica ecco cosa scrisse su “l'ebrea Rina” la “Domenica dell'Operaio”: “Dovevamo arrivare anche a questo di vedere la propaganda del socialismo fatta dalle donne, alcune delle quali si aggirano per le campagne, parlando in luoghi chiusi o aperti, eccitano uomini e donne allo sciopero, alla resistenza, imbastiscono leghe e battono la grancassa per la causa del futuro collettivismo. Donne, donne! Bisogna dire che in esse i fenomeni isterici abbiano assunte delle proporzioni spaventevoli se giungono così a violentare la loro condizione e a maturare la loro missione!...”. Ancora nel periodico cattolico si trovano chiari riferimenti a Rina ricordando ai lettori che l'unica autorità è Dio e che “questi va rispettato nella sua religione anche quando si tratta di svelare i fanatici intendimenti delle apostolesse del socialismo”.
I tentativi della Società Bonifica Terreni Ferraresi di rompere il fronte dello sciopero, con l'uso di masse di crumiri protetti dalla forza pubblica, sfociarono nell'eccidio di Ponte Albersano (Berra 27 giugno 1901) che suscitò una vasta eco, un dibattito parlamentare e pressioni dello stesso Giolitti sugli agrari ferraresi. Ciò convince Rina della necessità di intensificare l'attività sindacale e di estendere l'azione di propaganda anche ai contadini di zone come Codigoro e Comacchio, che sembravano insensibili allo sciopero. L'impegno e la convinzione sono tali che dopo una riunione presieduta da Rina nella tenuta Sant'Anna presso Codigoro, viene proclamato lo sciopero in memoria dei caduti nell'eccidio di Ponte Albersano per spingere i proprietari ad un accordo sui contratti agrari. Qualche giorno dopo, nella tenuta dei fratelli Gennari, uno dei proprietari cerca di investire Rina con il calesse; la sindacalista si salva gettandosi nel fosso. Sempre nello stesso periodo la Melli viene condannata dal tribunale di Ravenna a un mese di prigione e ad ottantatré lire di multa per contravvenzione alla legge sulla stampa del 1848.
Alla fine, dopo duri anni di lotta, nel giugno 1902 gli agrari ferraresi scesero a patti con le leghe dei lavoratori agrari, che ottennero aumenti salariali, diminuzioni di orario e aumenti delle quote di trebbiatura e mietitura.
Ma a mettere in difficoltà l'attività politica di Rina saranno più che gli oppositori politici, le divisioni interne al gruppo dirigente del movimento socialista Ferrarese. Nell’ottobre 1902 Rina ed Amilcare Storchi (sindacalista reggiano), si recano a Formignana per indire un congresso dei capilega, allo scopo di promuovere un comportamento più democratico all'interno dei vertici del partito. Le divisioni interne, legate anche alle diverse posizioni fra rivoluzionari e riformisti (a questi ultimi appartenevano Rina e Paolo, favorevoli ad una politica di dialogo con il governo), non vengono sanate e costringono Paolo Maranini e Rina Melli a trasferirsi nello stesso anno a Genova.
Dopo un anno Rina si trasferisce con il marito e il primogenito a Trento e diminuisce progressivamente il suo impegno nell'attività politico/sindacale militante per dedicarsi esclusivamente alla famiglia ed all'editoria.

## Attività editoriale
Rina Melli si dedica sin dal 1897 al giornalismo militante. Collabora alla redazione di “La Scintilla” (periodico socialista diretto dal marito), scrivendo articoli sulla condizione femminile e intervenendo anche in modo critico rispetto alle iniziative del gruppo dirigente socialista; ad esempio, in occasione dello sciopero dei braccianti a Poggiorenatico nel 1901, vinto per merito delle donne, la Melli critica il fatto che a trattare con il prefetto fosse un rappresentante uomo (l'avvocato Baraldi) anziché una donna, come sarebbe stato politicamente giusto.
La sua collaborazione con “La Scintilla” non si limita all'attività editoriale: Rina porta a Ravenna per la stampa ogni settimana il materiale da comporre e va a ritirarne le bozze da correggere, presso la tipografia di Claudio Zirardini, unico tipografo disposto a correre il rischio di stampare il periodico socialista, cosa che a Ferrara nessuno aveva accettato di fare.
La Melli sente l'esigenza di fondare un giornale socialista rivolto alle lavoratrici ed è per questo che il 15 giugno 1901 esce “Eva” il primo femminile pubblicato in Italia. “Eva” viene stampato ugualmente a Ravenna ed è completamente a carico di Rina, sia editorialmente che finanziariamente; lo scopo è quello di educare attraverso il giornale le donne lavoratrici (in particolar modo le operaie agricole) alla politica, utilizzando un linguaggio semplice e accessibile anche a quelle che non avevano gradi elevati di istruzione, allo scopo di accelerare la crescita del movimento contadino e socialista. Dagli articoli pubblicati su “Eva” emerge chiaramente che il pensiero politico di Rina è quello di un socialismo riformista ed umanitario, che ha come ispiratore dichiarato Camillo Prampolini, così come Turati lo era per il marito Paolo.
La rivista non si occupò tuttavia solo delle condizioni materiali delle donne madri e lavoratrici: "Eva" pubblicava una rubrica intitolata Dal campo al tavolino in cui si invitavano le lettrici a studiare e a partecipare al vasto «movimento intellettuale» che andava svolgendosi nel senso di «un continuo emanciparsi, un progressivo elevarsi dell'anima femminile».
Trasferitasi nel 1902 a Genova, Rina continua la pubblicazione di “Eva”, che si rafforza fino a tirare seimila copie. Tuttavia nell'agosto del 1903 la pubblicazione di “Eva” dovette cessare, a causa sia di problemi finanziari che famigliari (la coppia si trasferisce a Trento con il loro primogenito Giuseppe).
Negli anni in cui Paolo diresse la casa editrice Bietti, Rina collaborò, pubblicando una piccola grammatica italiana per studenti di lingua tedesca e traducendo dal tedesco fiabe e racconti di Andersen.